# Američané hispánského a latinskoamerického původu

Procento Hispánců a Latinos podle okresu (data ze sčítání 2010)

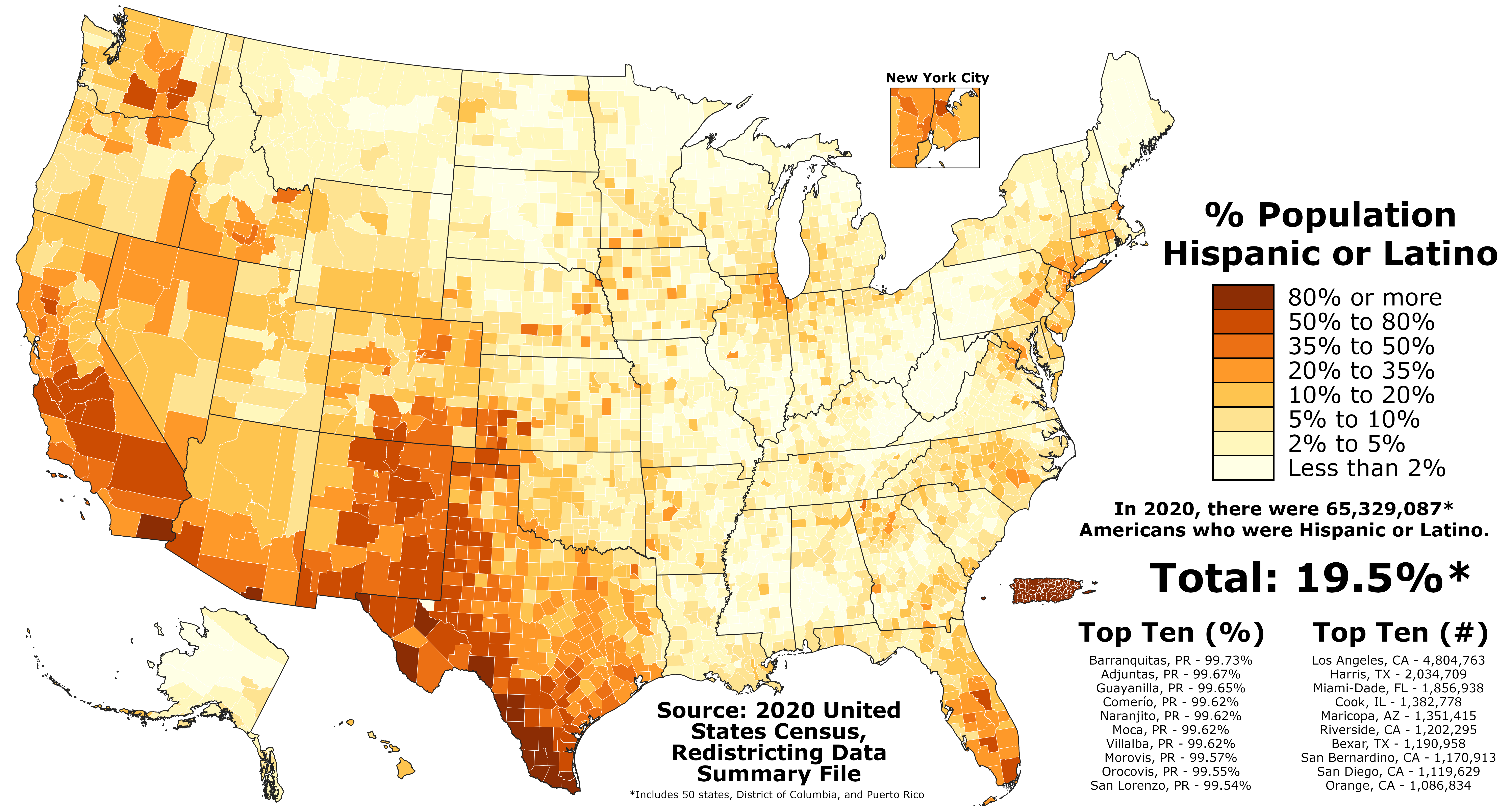
Procento Hispánců a Latinos podle okresu (data ze sčítání 2020)

Američané hispánského a latinskoamerického původu (anglicky Hispanic and Latino Americans, španělsky Estadounidenses hispanos y latinos) jsou občané Spojených států amerických, kteří odvozují svůj původ z některé ze zemí Latinské Ameriky nebo Pyrenejského poloostrova. Nejedná se o etnickou skupinu, ale o etnolingvistickou skupinu – Hispánci a Latinos mohou být jakékoli rasy.

## Definice pojmu
Oba pojmy se od sebe mírně významově liší:
- Hispánci jsou ti obyvatelé USA, kteří pocházejí ze zemí mluvících španělsky, tj. z Hispanoameriky. Tento název preferují především Američané hispánského a latinskoamerického původu sídlící na východě USA.
- Latinos jsou všichni obyvatelé USA původem z Latinské Ameriky, včetně Brazílie. Tento název preferují Latinos na západě USA (Kalifornie atd.)

V praxi jsou však oba pojmy zaměnitelné, neboť v USA žije jen málo obyvatel původem z Brazílie.
Většina Hispánců a Latinos v USA jsou mestici původem z Mexika; mestici jsou většinou také imigranti ze Střední Ameriky. Oproti tomu Kubánci, sídlící převážně na Floridě, jsou většinou běloši.
Oproti tomu Bílých Hispánců a Latinoameričanů žije v USA přes 38 milionů.
Američané španělského původu nejsou považování za Hispánce nebo Latinos. Řadí se mezi klasické bělochy.

## Populace v USA
V roce 2012 bylo v USA 52,96 milionu Hispánců a Latinos, což odpovídalo 16,88 % celkové populace. V roce 2020 byl počet již 65,33 milionu (podíl 19,5 %).